# Solitario

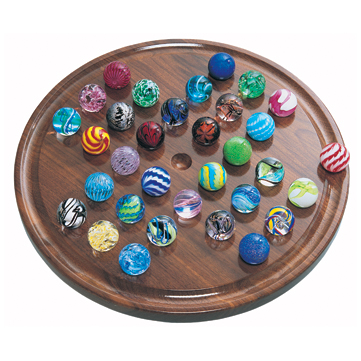
Tablero de solitario de canicas

Un solitario es cualquier juego al que se puede jugar a solas, normalmente con cartas, pero también con fichas de dominó. El término también se utiliza para los juegos de concentración y habilidad para un solo jugador que utilizan una disposición establecida de fichas, clavijas o piedras. Entre estos juegos se encuentran el solitario peg y el solitario mahjong. Por definición, el término describe un juego jugado por una sola persona, pero estos juegos pueden incorporar a otros.

## Tipos de juegos de solitario

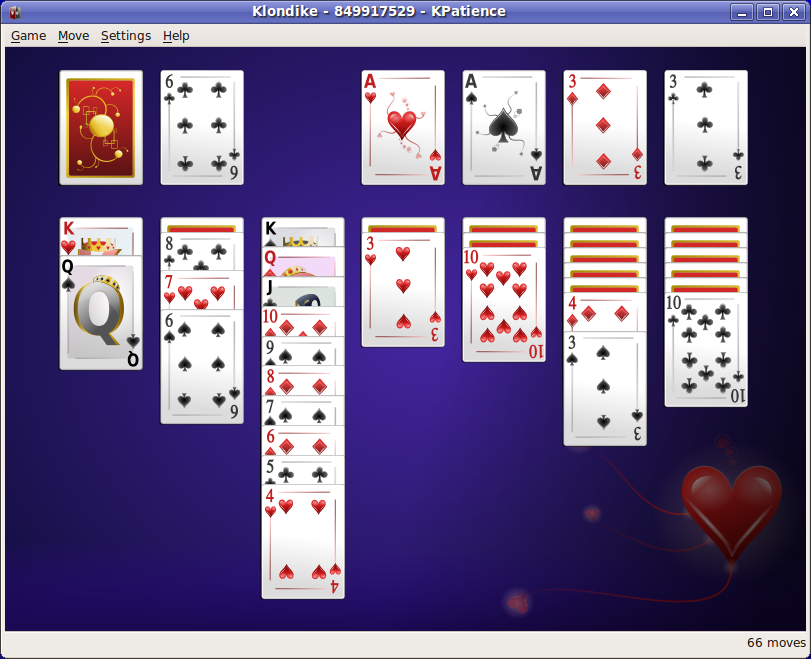
En Norteamérica, a los juegos de paciencia como el Klondike se les llama solitarios.

### Paciencia o solitario de cartas
También conocido como "solitario con cartas", generalmente consiste en colocar las cartas en un tablero y ordenarlas según unas reglas específicas. El juego de cartas solitario más común es el Klondike. Otras variantes populares son Spider, Yukon y Carta blanca. Los orígenes del solitario con cartas no están claros, pero los primeros registros aparecen a finales del siglo XVIII en el norte de Europa y Escandinavia.
El término Patiencespiel aparece en Das neue Königliche L'Hombre-Spiel, un libro alemán publicado en 1788. También aparecen libros en Suecia y Rusia a principios del siglo XIX. Existen otras referencias a la paciencia en la literatura francesa. La primera colección de juegos de paciencia en lengua inglesa se atribuye a Lady Adelaide Cadogan, que escribió Illustrated Games of Patience alrededor de 1870.
En Estados Unidos, el primer libro de solitario con cartas, Patience: A series of thirty games with cards, fue publicado por Ednah Cheney en 1870. Otras obras importantes de finales del siglo XIX y principios del XX fueron las de H. E. Jones (alias Cavendish), Angelo Lewis (alias Profesor Hoffmann), Basil Dalton, Ernest Bergholt y Mary Whitmore Jones.
A principios del siglo XX, el nombre solitaire se impuso en Norteamérica. El solitario de cartas más popular es el Klondike, que recibió el nombre de Solitario Microsoft en una implementación digital incluida con el sistema operativo Windows a partir de 1990.

### Solitario Mahjong
Se trata de un juego de combinaciones para un solo jugador que utiliza fichas de mahjong en lugar de cartas. Se suele jugar más en el ordenador que sobre una superficie física.

### Solitario Peg
Es un juego de mesa en el que el objetivo es vaciar el tablero de fichas mediante movimientos y capturas. Es más un rompecabezas que un juego, ya que se puede repetir una vez resuelto.